# El Fraile, Santa María de los Ángeles
El Fraile är en ort i Mexiko.   Den ligger i kommunen Santa María de los Ángeles och delstaten Jalisco, i den centrala delen av landet, 500 km nordväst om huvudstaden Mexico City. El Fraile ligger 1 754 meter över havet och antalet invånare är 128.
Terrängen runt El Fraile är huvudsakligen kuperad. El Fraile ligger nere i en dal. Runt El Fraile är det glesbefolkat, med 14 invånare per kvadratkilometer. Närmaste större samhälle är Colotlán, 17,3 km söder om El Fraile. I omgivningarna runt El Fraile växer huvudsakligen savannskog.